# Pelenzana
Pelenzana – szczyt w Alpach Fleimstalskich, w Alpach Wschodnich. Leży w regionie Trydent-Górna Adyga, w północnych Włoszech. Na szczycie znajduje się krzyż. Leży niedaleko na zachód od Predazzo.